# Pronophila brennus
Pronophila brennus är en fjärilsart som beskrevs av Otto Thieme 1906. Pronophila brennus ingår i släktet Pronophila och familjen praktfjärilar. Inga underarter finns listade i Catalogue of Life.